# Maile Colbert
Maile Colbert (nascida em 3 Agosto de 1978) é uma artista intermédia norte-americana que trabalha com som e vídeo. Maile Colbert é directora do Cross the Pond, uma organização artística e cultural que promove a interligação entre Portugal e os Estados Unidos e colaboradora da organização artística Binaural. Contribui regularmente para a publicação sobre ecologia acústica  e estudos sobre som Sounding Out.

## Biografia
Maile Colbert nasceu em Houston, no Texas, numa família de poetas, escritores e professores universitários. Licenciou-se no Massachusetts College of Art e terminou o mestrado  em Medias Integrados/filme e vídeo do California Institute of the Arts.
Em 2007Maile Colbert mudou-se de Los Angeles (EUA) para Lisboa (Portugal). Desde então exerce funções como professora na Faculdade de Belas Artes da Universidade do Porto, na Escola Superior de Teatro e Cinema e no Instituto Superior Autónomo de Estudos Politécnicos.

## Carreira
O seu trabalho sónico, videográfico e performativo tem sido apresentado por todo o mundo, salientando, em Nova Iorque: New York Film Festival, Ear to Earth Festival for Electronic Music Foundation, MoMA; em Los Angeles: LACE Gallery em Los Angeles, Los Angeles County Museum of Art, REDCAT; e em outro estados: Portland International Documentary and Experimental Film Festival, Activating the Medium Festival em San Francisco,
Na Europa, em Portugal: Future Places Festival e Serralves em Festa (Porto), Teatro Municipal (Guarda); em outros países: theSons d’Hiver Festival (Paris), HOERENSEHEN 2.0 (Berlin), The Exchange Gallery (Cornwall, Reino Unido), Störung Festival (Barcelona),  Observitori Festival (Valencia). Apresentou trabalho também no Japão, México e Austrália.

### Colaborações
O trabalho colaborativo tem sido uma forte componente que define processualmente e estéticamente o seu trabalho, como por exemplo, a colaboração com Jesse Gilbert na construção dos vídeos que acompanham os concertos de Wadada Leo Smith e a sua banda. Outros colaboradores inclui o artista sonoro Rui Costa e a bailarina Rafaela Salvador.

### Sonoplastia
É autora da composição e sonosplastia de diversos filmes, entre os quais The Motherhood Archives (2013) realizado por Irene Lusztig, How Little We Know of Our Neighbors, realizado por Rebecca Baron, The Tailenders realizado por Adele Horne e vencedor do prémio para o melhor filme no Black Maria Film Festival e The Lottery of the Sea, realizado por Allan Sekula e vencedor do prémio Independent Spirit Award em 2007.

## Discografia
- Passagiera em Casa/The Passenger at Home (Binaural e Cross the Pond, 2012-15)
- Come Kingdom Come (Two Acorns, 2013)
- For (Intransitive Recordings, 2011)